# Rubén Placánica
Rubén Placánica (* 27. Juli 1943; † 14. September 2022) war ein argentinischer Radrennfahrer.
Placánica war Teilnehmer der Olympischen Sommerspiele 1964 in Tokio. Im Mannschaftszeitfahren kam das argentinische Team beim Sieg der Niederlande mit Héctor Acosta, Roberto Breppe, Delmo Delmastro und Rubén Placanica auf den 4. Platz. Im olympischen Straßenrennen kam er auf den 49. Platz.
1963 siegte er im Etappenrennen Vuelta al Valle. Rubén Placánica starb am 14. September 2022 im Alter von 79 Jahren an den Folgen einer Erkrankung an COVID-19.